# Upplands runinskrifter 657
Upplands runinskrifter 657 är en vikingatida runsten av ljus gnejsgranit i Kålsta, Håtuna socken och Upplands-Bro kommun. Runstenen är 1,53 meter hög och cirka 0,9 meter bred. Runhöjden är 9 centimeter. Stenen har en runslinga utmed kanterna formad som en ormdrake.

## Inskriften

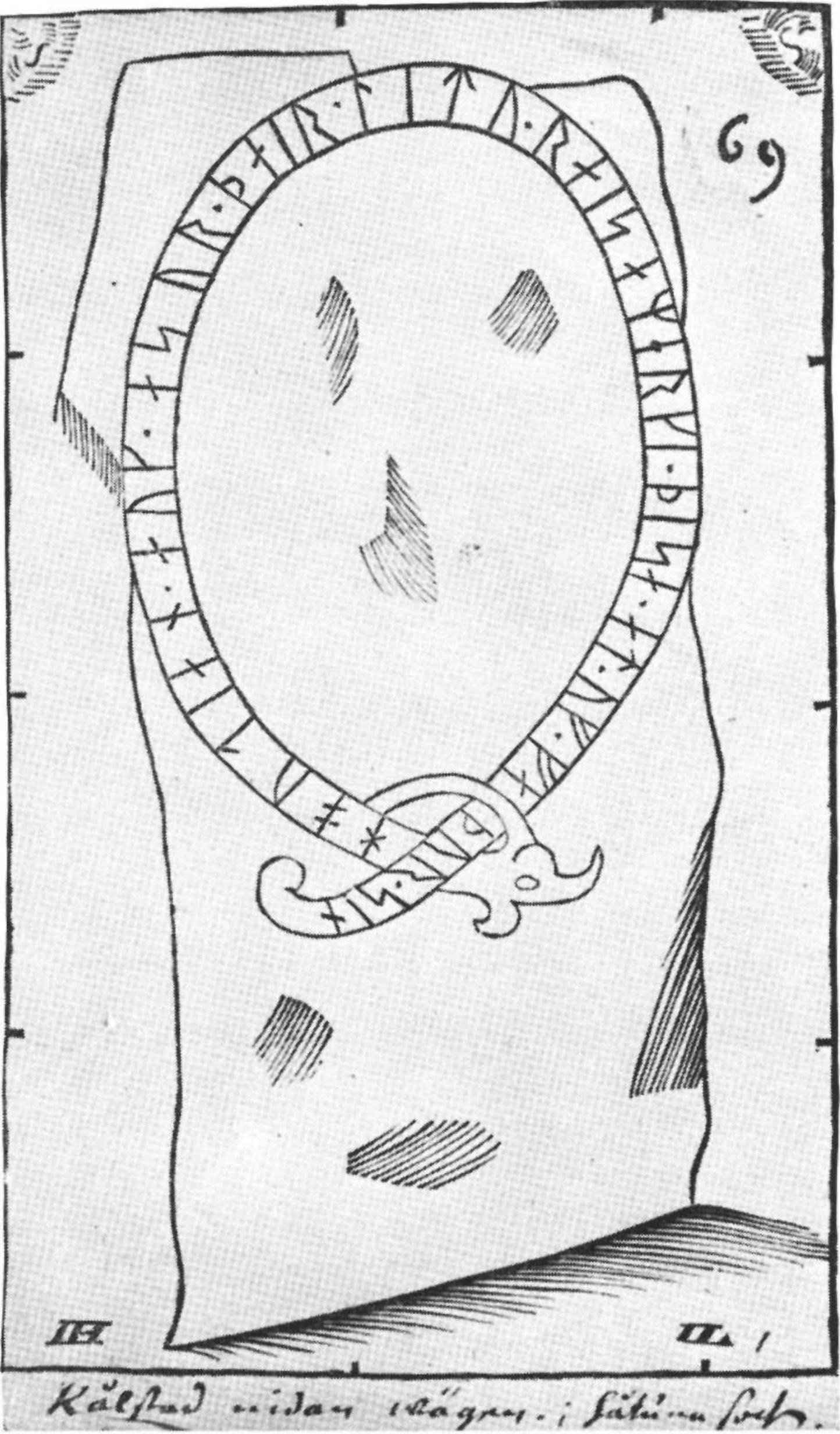
Upplands runinskrifter 657 avbildad i Bautil.

Ristningen är skadad och svårläst, men den var hel när den avritades i Bautil. Det första personnamnet på ristningen, "houtian", var emellertid skadat redan då avbildningen gjordes. Troligen har detta namn, som avser en av de två söner som låtit resa stenen, varit Halfdan.
Translitterering av runraden:
h[outi]an [· auk · asur · þair · litu ·] (r)aisa · merki · þisa · at [·] (u)l[f] · faþur · sin ·
Normalisering till runsvenska:
''houtian ok Assurr þæiʀ letu ræisa mærki þessa at Ulf, faður sinn.
Översättning till nusvenska:
houtian och Assur de läto resa dessa märken efter Ulv, sin fader.